# Mineirão
Het Mineirão, officieel Estádio Governador Magalhães Pinto, is een Braziliaans voetbalstadion in Belo Horizonte, in 1965 geopend. Het heeft een capaciteit van 61.846 toeschouwers. Het stadion is de thuishaven van de voetbalclub Cruzeiro EC. Ook wordt het stadion voor concerten gebruikt. Zo hebben Kiss, The Rasmus, Black Eyed Peas, Elton John, Paul McCarthy en Beyoncé een optreden gegeven in het stadion. Het is een van de stadions waarin het Wereldkampioenschap voetbal 2014 wordt gespeeld.
De verbouwing van het Mineirão in de aanloop naar het mondiale voetbaltoernooi van 2014 verliep niet vlekkeloos. Door stakingen werd enige tijd verloren in het arbeidsproces. De daardoor aangerichte schade bleef echter beperkt en begin april, ruim twee maanden voor aanvang van het kampioenschap, stond het te boek als gereed. In maart 2015 maakte de FIFA bekend dat het Mineirão een van de stadions zal zijn voor het voetbaltoernooi van de Olympische Zomerspelen 2016.
In 2023 verliet Atlético Mineiro na vier jaar het stadion om in de nieuwe Arena MRV te gaan spelen. 

## Interlands
| №   | Datum         | Wedstrijd              | Uitslag       | Competitie                                | Toeschouwers |
| --- | ------------- | ---------------------- | ------------- | ----------------------------------------- | ------------ |
| 1.  | 3 juni 2004   | Brazilië – Argentinië  | 3 – 1         | Kwalificatie wereldkampioenschap 2006     | 60.000       |
| 2.  | 19 juni 2008  | Brazilië – Argentinië  | 0 – 0         | Kwalificatie wereldkampioenschap 2010     | 65.000       |
| 3.  | 25 april 2013 | Brazilië – Chili       | 2 – 2         | Vriendschappelijk                         | 53.331       |
| 4.  | 17 juni 2013  | Tahiti – Nigeria       | 1 – 6         | Confederations Cup 2013 - Groepsfase (B)  | 67.423       |
| 5.  | 22 juni 2013  | Japan – Mexico         | 1 – 2         | Confederations Cup 2013 - Groepsfase (A)  | 52.690       |
| 6.  | 26 juni 2013  | Brazilië – Uruguay     | 2 – 1         | Confederations Cup 2013 - Halve finale    | 57.483       |
| 7.  | 14 juni 2014  | Colombia – Griekenland | 3 – 0         | Wereldkampioenschap 2014 - Groepsfase (C) | 57.174       |
| 8.  | 17 juni 2014  | België – Algerije      | 2 – 1         | Wereldkampioenschap 2014 - Groepsfase (H) | 58.259       |
| 9.  | 21 juni 2014  | Argentinië – Iran      | 1 – 0         | Wereldkampioenschap 2014 - Groepsfase (F) | 57.698       |
| 10. | 24 juni 2014  | Costa Rica – Engeland  | 0 – 0         | Wereldkampioenschap 2014 - Groepsfase (D) | 57.823       |
| 11. | 28 juni 2014  | Brazilië – Chili       | 1 – 1 (3 – 2) | Wereldkampioenschap 2014 - 1/8e finale    | 57.714       |
| 12. | 8 juli 2014   | Brazilië – Duitsland   | 1 – 7         | Wereldkampioenschap 2014 - Halve finale   | 58.141       |

- Library of Congress Control Number: n82162133
- MusicBrainz: c8bb23fd-7452-4001-a16b-6b7248b711e6
- Virtual International Authority File: 133719869

Mineirão (Belo Horizonte) · Estádio Nacional de Brasília (Brasília) · Arena Pantanal (Cuiabá) · Arena da Baixada (Curitiba) · Castelão (Fortaleza) · Arena Amazônia (Manaus) · Arena das Dunas (Natal) · Estádio Beira-Rio (Porto Alegre) · Arena Cidade da Copa (Recife) · Maracanã (Rio de Janeiro) · Arena Fonte Nova (Salvador) · Arena de São Paulo (São Paulo)